# Болтышский кратер
Болтышский кратер (астроблема) — кратер, возникший в результате падения на землю метеорита. Диаметр кратера — около 24 км. Время возникновения — от 55 до 170 (вероятно, 65,39) млн лет назад.

## Данные
Данное место является одной из достопримечательностей Кировоградской области.

## Местонахождение
- Украина, Кировоградская область.
- Северное крыло украинского литосферного щита.
- Бассейн реки Тясмин — правого притока реки Днепр.

## Характеристики

### Размеры
- Диаметр — около 24 километров.
- Глубина дна — около 550 метров.

### Время возникновения
Источники не сходятся во мнениях о времени возникновения кратера, цифра колеблется от 55 до 170 млн лет назад. Средней цифрой в основном считают 100 млн лет назад, а в списках импактных структур Земли приводилась цифра в 88 млн лет, которая и считалась официальной. Анализ продуктов распада урана-238 даёт возраст 65,04 ± 1,10 миллионов лет, продуктов радиокативного распада аргона — 65,17 ± 0,64 миллионов лет. Последнюю дату приводит Earth Impact Database. Это почти совпадает с падением астероида в Юкатане (кратер Чиксулуб), а анализ останков растений позволил британско-украинской группе исследователей выдвинуть предположение, что Болтышский кратер предшествовал Чиксулубу всего на 2-5 тысяч лет. На это предположение ссылаются сторонники гипотезы «многократного импакта» как причины мел-палеогенового вымирания.
Исследование августа 2010 года выявило необычно высокие показатели папоротниковых спор в кратере, что могло означать, что он образовался ещё до Чиксулуба. Однако новая статья учёных Университета Глазго в июне 2021 года с помощью аргон-аргонного датирования. определила возраст четырёх образцов из двух кернов горных пород из Болтышского кратера в 65,39 ± 0,14/0.16 млн лет назад. Соответственно, новый анализ предполагает, что падение Болтышского метеорита произошло примерно через 650 тысяч лет после Чиксулубского и соответственно не предшествовало массовому вымиранию, хотя и могло помешать восстановлению после него.

## Формирование кратера
Дно кратера после его формирования было заполнено расплавом, под воздействием которого на первом этапе атмосферные осадки из кратера испарялись и образование кратерного озера началось лишь после остывания расплава до 100 °C и ниже. Горячая вода вступала в реакцию с породами стенок кратера и со сносимыми в него отложениями, изменяя их химический состав. Высокая температура препятствовала развитию жизни и нижние 120 м разреза выполняющих кратер отложений совершенно лишены органических остатков. Следующий этап характеризовался накоплением осадков в условиях пресноводного бассейна с нормальной температурой воды. Мощность этой части разреза, по палеофлористическим данным относимой к палеоцену, достигает 350 метров. В эоцене и неогене кратер и прилегающие к нему участки были перекрыты осадками мощностью 160—180 м.